# Sebestyén József (tanító)
Sebestyén József (Szásznyíres (Szolnok-Doboka megye), 1855. április 8. – Beszterce, 1933.) állami elemi iskolai tanító, Sebestyén József festőművész apja.

## Élete
Szásznyíresen született, ahol apja, Sebestyén Péter 54 évig volt tanító. Anyja Orbán Zsuzsanna (házasodtak Almásmálomban). A szülők fiukat a dési partikulában taníttatták, ahol gyermek a 4 elemi osztályt elvégezve, a kolozsvári református középiskola I. osztályába lépett; innét Nagyenyedre ment az I. középosztályba. A főiskolát nem végezte el egészen, mert vonzódást érzett a tanítói pálya iránt és ezért 1872-ben fölvétette magát a kolozsvári állami tanítóképző-intézetbe és azt kitűnő eredménnyel végezve, 1875-ben képesítő vizsgát tett. Csakhamar kinevezték a rettegi állami elemi iskolához segédtanítónak, de állomását katonáskodása miatt csak 1876-ban foglalhatta el; Rettegről évi működés után a széki állami elemi iskolához nevezték ki vezértanítónak; később ismét Rettegre helyeztetett át rendes tanítónak. Innét 1881-ben a m.-nemegyei állami iskolához neveztetett ki igazgató-tanítónak és 1885-ben áthelyezték Nagysajóra szintén igazgatónak, ahol könyvtárt és daloskört szervezve tíz évig működött. 1885. februárban a besztercei állami iskolához ment át rendes tanítónak. A beszterce-naszód vármegyei általános tanítóegyesületet egyik kartársával ő szervezte és annak tíz évig volt főjegyzője. 1883-ban részt vett az országos tanítógyűlésen. Itt előadója volt a tanterv módosítására vonatkozó javaslatnak és ő szerkesztette a minisztériumhoz beterjesztett emlékiratot. Tagja volt a magyarországi tanítók országos bizottságának, az Eötvös-alapnak, a Magyar Pedagógiai Társulatnak, az Emke besztercei választmányának jegyzője sat. Neje Kállay N. Berta (szül. Magyargoroszló, 1853. szeptember 16.) volt
Elbeszéléseket írt a Magyar Polgárba; tanügyi cikkeket írt a Paedagogiai Szemlébe, Néptanítók Lapjába, Család és Iskolába, Néptanodába és az 1848-49. Történelmi Lapokba. Szerkesztette a Tanügyi Értesítőt 1895-től.

## Munkái
- Földrajzi előismeretek Szolnok-Dobokamegye leirásával az elemi népiskolák II. és III. osztálya számára. Deés, 1882. (A szolnok-dobokamegyei tanító-testület által jutalmazott pályamű.)
- Besztercze-Naszód vármegye földrajza. 200 frankkal jutalmazott pályamű. Besztercze, 1890. (Mihály Gáborral együtt.)
- Az olvasmány-tárgyalás módja a népiskolában. Uo. 1900. (Különnyomat a Tanügyi Értesítőből.)
- A beszterczei kör könyvtárának könyvjegyzéke. Uo. év n.